# Largo (muzyka)
Largo – tempo powolne w muzyce, z włoskiego szeroko, BPM 40–60.   
Nazwą Largo oznacza się często środkową, powolną część cyklu sonatowego np. Symfonii, Koncertu solowego lub Sonaty.
Przykładami utworów, których częścią jest Largo są:
- Cztery pory roku Vivaldiego (1725)
- I koncert fortepianowy Beethovena (1794-1795)
- IX symfonia e-moll „Z Nowego Świata” Dvořáka (1893)
- IX symfonia Szostakowicza (1945)